# 卡耶塔鲁
卡耶塔鲁（Kayatharu），是印度泰米尔纳德邦Toothukudi县的一个城镇。总人口9497（2001年）。

## 人口
该地2001年总人口9497人，其中男性4714人，女性4783人；0—6岁人口932人，其中男465人，女467人；识字率65.53%，其中男性为74.16%，女性为57.01%。